# Memorial da Segunda Divisão
O Memorial da Segunda Divisão está localizado no Parque do Presidente, entre a 17th Street Northwest e a Constitution Avenue em Washington, DC, Estados Unidos .

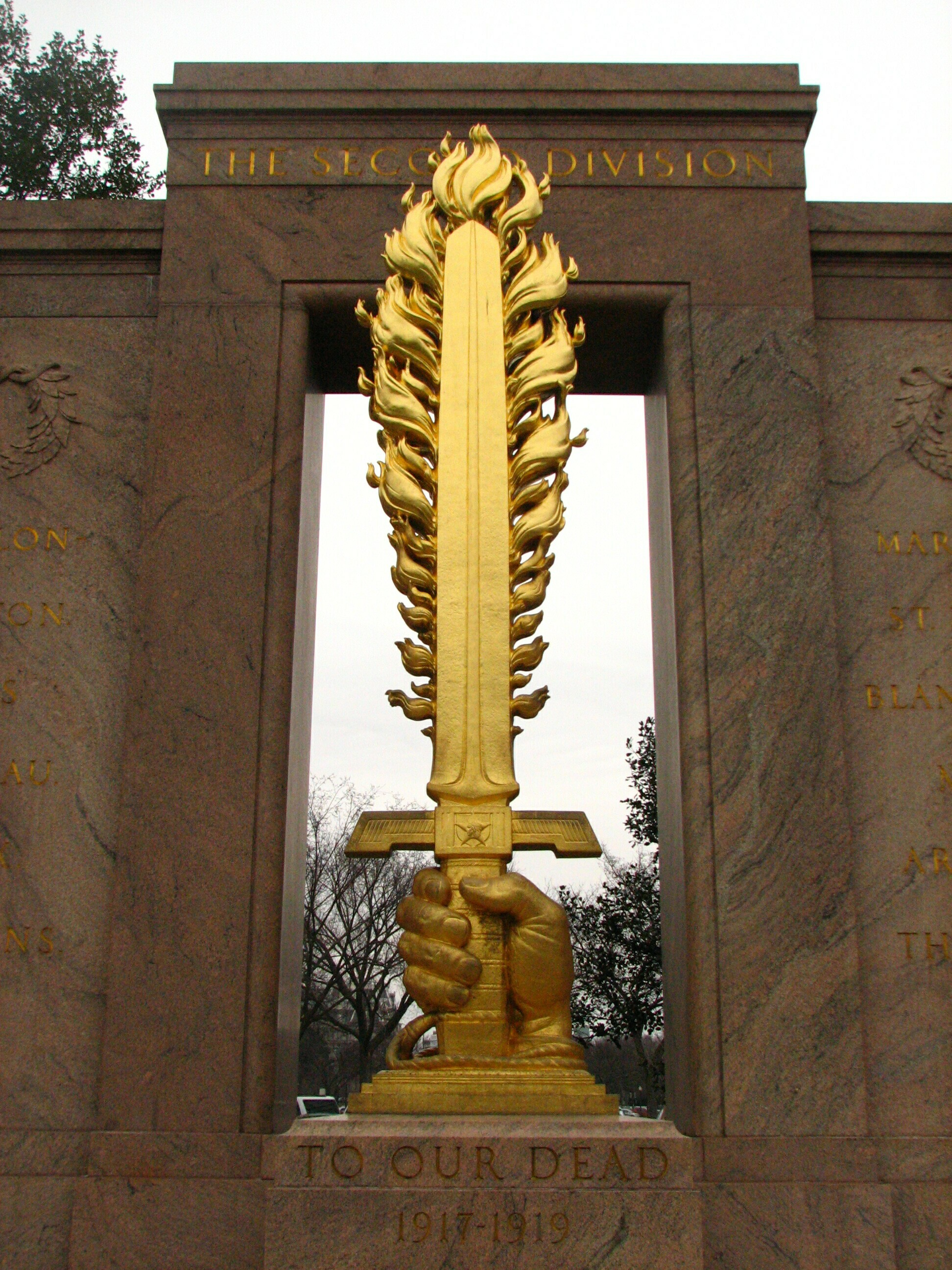
Detalhe

O memorial homenageia as pessoas que morreram, enquanto serviam na 2ª Divisão de Infantaria do Exército dos EUA . O artista foi James Earle Fraser . O memorial foi inaugurado em 18 de julho de 1936, pelo presidente Franklin D. Roosevelt .
Foi rededicado em 1962, pelo Gen. Maxwell Taylor, com duas asas adicionadas para as honras de batalha da Segunda Guerra Mundial e da Guerra da Coreia .
A espada flamejante simboliza a defesa de Paris do avanço alemão.